# Jacques Tarade

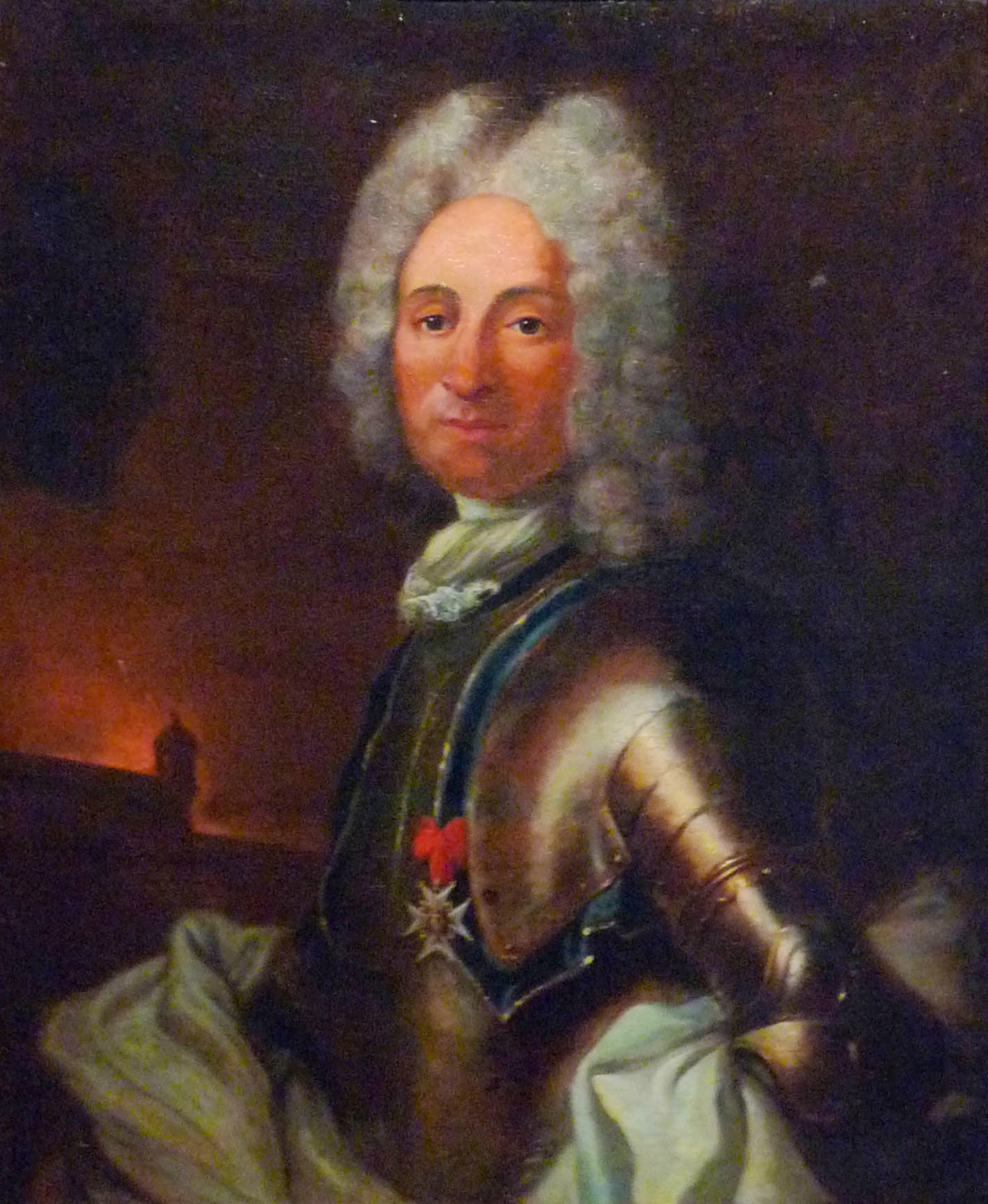
Jacques Tarade (Historisches Museum Straßburg)

Jacques Tarade oder Jacques de Tarade (* 1640 in Paris; † 22. Januar 1722 in Straßburg) war als französischer Militäringenieur Mitarbeiter von Vauban, unter anderem bei den Festungsbauten von Belfort, Hüningen, Straßburg, Breisach, Freiburg im Breisgau und Landau in der Pfalz.
Ludwig XIV. adelte Tarade im Januar 1683 für seine Tapferkeit bei der Verteidigung von Charleroi und für seine Bautätigkeit, die er auch im zivilen Bereich beim Louvre und in Versailles ausübte. Dabei waren ihm seine Kenntnisse im Kirchenbau nützlich. So hat er 1713 ein Buch mit Zeichnungen des Petersdoms veröffentlicht. Von 1690 bis 1720 zeichnete er für die Befestigungswerke im Elsass verantwortlich.
Ein Wappenepitaph für seine Tochter Maria Elisabeth († 1688) befindet sich in der Stiftskirche Landau.
Sein Schwiegersohn Antoine du Portal wurde sein Nachfolger als Baudirektor der Festungen des Elsass (Directeur des fortifications d'Alsace).